# Pycnonemosaurus
Pycnonemosaurus nevesi
Genre
Espèce
Pycnonemosaurus (signifiant « lézard de forêt dense ») est un genre fossile de grands dinosaures théropodes carnivores du Crétacé supérieur retrouvés au Brésil.
L'espèce type et seule espèce, Pycnonemosaurus nevesi, a été décrite en 2002 par Alexander Wilhelm Armin Kellner et Diógenes de Almeida Campos (d),. Elle est basée sur des fossiles fragmentaires de cinq dents, des vertèbres caudales, une partie de pubis, d'un tibia droit et d'une fibula.

## Description

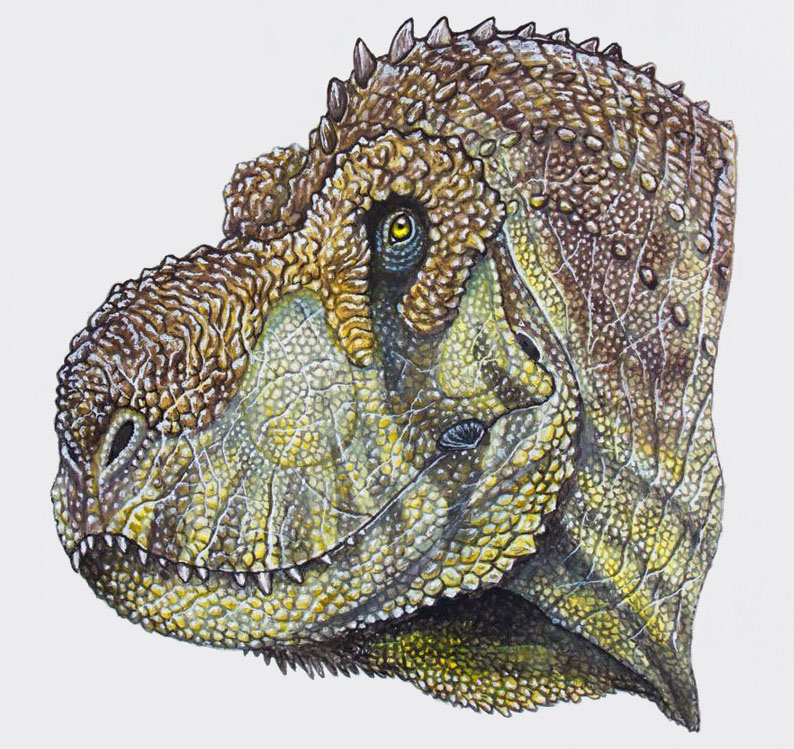
Vue d'artiste de la tête de Pycnonemosaurus.

Sa taille est estimée à 9 mètres de long par Gregory S. Paul, puis validée en 2016 dans une étude spécifique sur la taille des abélisauridés réalisée par Orlando Nelson Grillo (d) et Rafael Delcourt (d) qui en font le plus grand des abélisauridés.

## Publication originale
- (en) Alexander W. A. Kellner et Diógenes de Almeida Campos, « On a theropod dinosaur (Abelisauria) from the continental Cretaceous of Brazil », Archivos do Museu Nacional do Rio de Janeiro, Rio de Janeiro, Musée national de l'université fédérale de Rio de Janeiro, vol. 60, no 3,‎ 2002, p. 163-170 (ISSN 0365-4508, OCLC 1307697, lire en ligne).